# Quercus monimotricha
Quercus monimotricha är en bokväxtart som först beskrevs av och som sedan fick sitt nu gällande namn av Heinrich von Handel-Mazzetti.
Quercus monimotricha ingår i släktet ekar och familjen bokväxter. Inga underarter finns listade.